# Cramans
Cramans är en kommun i departementet Jura i regionen Bourgogne-Franche-Comté i östra Frankrike. Kommunen ligger i kantonen Villers-Farlay som tillhör arrondissementet Dole. År 2022 hade Cramans 517 invånare.

## Befolkningsutveckling
Antalet invånare i kommunen Cramans
Referens:INSEE